# Kettenheim (Vettweiß)
Kettenheim ist ein Weiler in der Nähe von Vettweiß im Kreis Düren, aber kein eigener Ortsteil. Der Ort hat einige Bauernhöfe und liegt recht ländlich. Kettenheim hat 103 Einwohner.
Der Ort wurde in einer Urkunde von 23. Mai 1072 erstmals erwähnt, als Erzbischof Anno II. von Köln der Abtei  Groß St. Martin den Zehnten seines Hofes zu Wisse (Vettweiß) und zu Kathinheim (Kettenheim) schenkte.
1172 ist in Katinheim (Kettenheim) eine Burg genannt, die bis ins 14. Jahrhundert Lehen des Erzstifts Köln war.

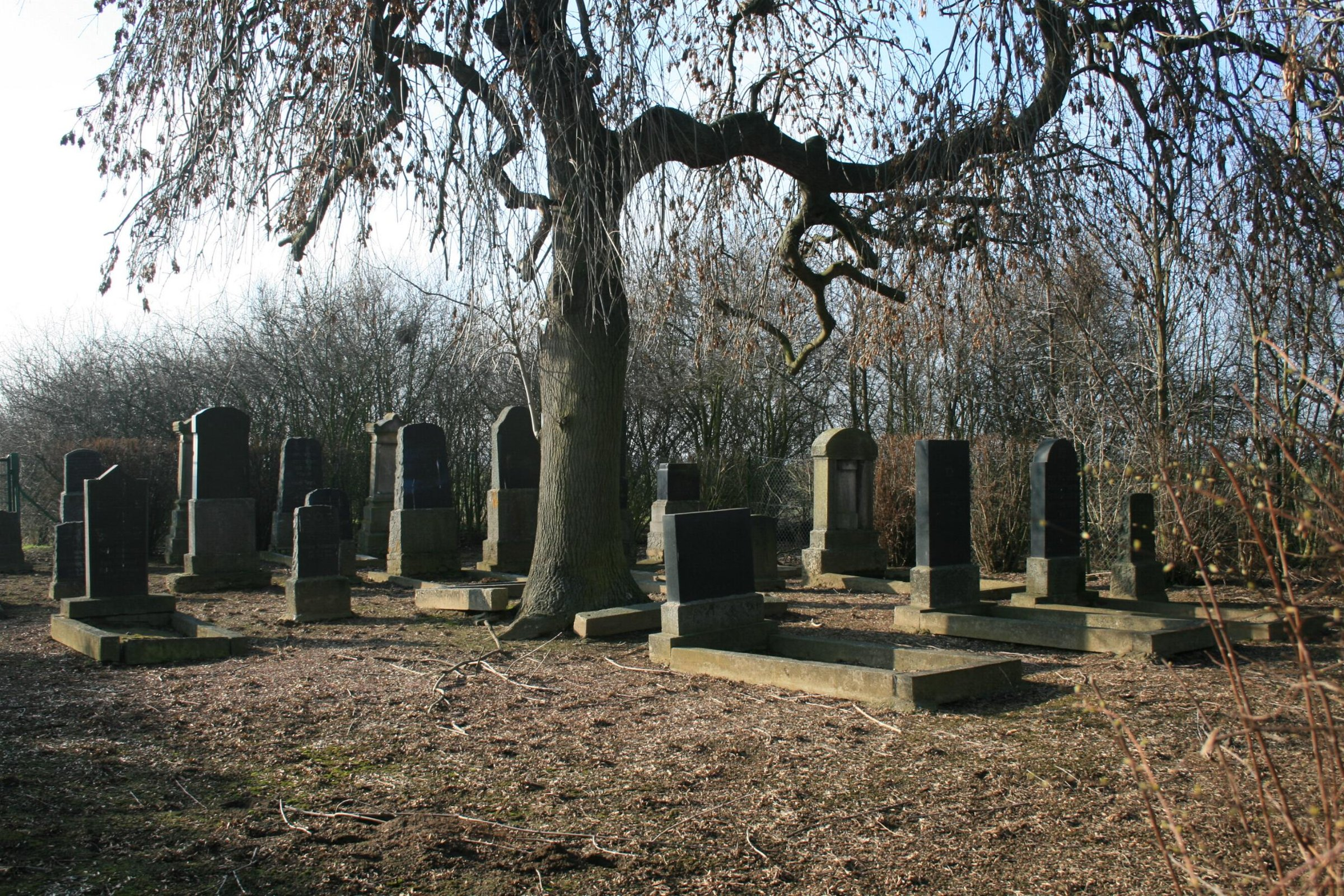
Judenfriedhof in Kettenheim, erbaut in der 2. Hälfte des 19. Jahrhunderts

Kettenheim war seit dem 19. Jahrhundert eine Gemeinde in der Bürgermeisterei Froitzheim des Kreises Düren.
Im Jahre 1910 hatte Kettenheim 104 Einwohner. Am 1. Oktober 1932 wurde Kettenheim nach Vettweiß eingemeindet.
In der Feldgemarkung liegt der jüdische Friedhof Kettenheim.